# Ravi Agarwal
Pour les articles homonymes, voir Agarwal.
Ravi Agarwal, né en 1958 à New Delhi (Inde), est un photojournaliste et militant écologiste indien.

## Biographie
Ravi Agarwal a une pratique interdisciplinaire en tant qu’artiste, chercheur et militant environnemental, écrivain et commissaire. Son travail explore des questions clés concernant l'écologie, la société, l'espace urbain et le capital. Son travail inclut la photographie, la vidéo, la création d'installations et l'art public.
Son œuvre est largement présentée dans des événements tels que la documenta11 à Cassel (2002), la biennale de Charjah (2013) et la biennale de Kochi (2016). À la documenta11, il a présenté sa série de photographies sur les conditions de travail des travailleurs indiens (Down and Out: Labouring under Global Capitalisml).
Il a co-organisé, avec Nina Kalenbach et Till Krause, le projet art public et écologie pour la ville jumelée indo-allemande Yamuna-Elbe en 2011.

## Gestion des déchets
Agarwal a fondé Toxics Link, une organisation qui s’occupe de la gestion des déchets municipaux en 1996, et qui fait partie du conseil d'administration du Tactical Technology Collective (en).